# Pliensbach
Pliensbach ist ein Weiler der Gemeinde Zell unter Aichelberg im Landkreis Göppingen im mittleren Baden-Württemberg. Von den Einheimischen wird der Ortsname „Bläschba“ ausgesprochen.

## Geographie
Pliensbach liegt im mittleren Albvorland zwischen dem Albtrauf im Süden und dem Unterlauf der Fils im Norden etwa einen halben Kilometer östlich des Ortsrandes von Zell am linken Ufer des dort Pliensbach genannten Hauptstrangs des Butzbach, der nordwärts zur Fils entwässert, und nach welchem der Ort benannt ist. Er liegt auf Höhen wenig um 375 m ü. NHN und ist diesseits des Baches von Obstgärten und Feldern umgeben. Eine Straße führt westwärts nach Zell, eine andere über den Bach in Richtung Bad Boll im Südosten.
Pliensbach hat etwa 130 Einwohner und gehört seit der Bildung des Zeller Stabes vor etwa 500 Jahren gehört Pliensbach politisch zu Zell unter Aichelberg.

## Geologie
Nach dem Ort ist eine chronostratigraphische Stufe des Jura, das Pliensbachium benannt. Erste Erwähnungen von paläontologischen Funden in dem Gebiet stammen aus den Jahren 1565 (Conrad Gesner) und 1602 (Johannes Bauhinus).

## Geschichte
1452 kam Pliensbach in württembergischen Besitz. Im September 1519 wurden bei den Auseinandersetzungen zwischen Herzog Ulrich und dem Schwäbischen Bund 14 Gebäude in Pliensbach verwüstet. Im Jahre 1628 erreichte die Pest Pliensbach wie den ganzen Zeller Stab und forderte insgesamt 200 Tote in den Orten Zell, Pliensbach, Aichelberg und Eckwälden.

## Sehenswürdigkeiten
Bekannt ist Pliensbach für seinen schönen Glockenturm sowie für das Fischerfest am Vatertag, welches bis 2014 alljährlich stattfand. Ebenfalls überregional bekannt und geschätzt ist der seit 1747 in Familienbesitz befindliche Gasthof Sonne, in dem typisch Schwäbische Küche angeboten wird.